# Guyanské kosmické centrum
Guyanské kosmické centrum (francouzsky: Centre Spatial Guyanais) je francouzský kosmodrom poblíž města Kourou ve Francouzské Guyaně.

## Historie
Protože v Evropě kvůli hustému osídlení svůj kosmodrom Francie nemohla postavit a svůj první, Hammaguir v Alžírsku, musela opustit, rozhodla se včas pro jiné řešení.
Místo pro stavbu zařízení bylo vybráno v roce 1964 a Francie si zde vybudovala svůj kosmodrom. Když byla v roce 1975 založena Evropská kosmická agentura (ESA), Francie nabídla Guyanské kosmické centrum nově vzniklé agentuře k užívání. Komerční starty se prodávají též mimoevropským společnostem. ESA hradí dvě třetiny rozpočtu kosmodromu a financuje také rozšiřování a úpravy komplexu při vývoji nosičů Ariane. Pozemní segment se skládá z budov pro přípravu raket a satelitů, startovacího zařízení a závodu na výrobu paliva. Jsou zde i nefunkční rampy pro vypouštění již vyřazených raket typu Diamant. Komplex byl rekonstruován v letech 1975–1978 pro nosné rakety Ariane.
Zařízení je v činnosti od roku 1968. Poloha poblíž města Kourou je mimořádně výhodná pro vybudování kosmodromu kvůli blízkosti rovníku a s ohledem na to, že rakety startují nad hladinu Atlantského oceánu. Z kosmodromu jsou vypouštěny družice a sondy Evropské kosmické agentury, Francouzské kosmické agentury CNES, ale také satelity komerční firmy Arianespace.
Kourou leží přibližně 500 km severně od rovníku, na 5° 8' severní šířky. Na této zeměpisné šířce přidává zemská rotace raketě rychlost 460 m/s, pokud startovní trajektorie směřuje na východ. Proto tedy lze snadněji dopravit satelit na požadovanou oběžnou dráhu.
Sledovací stanice jsou umístěny na celé řadě ostrovů, např. Royale, Belem, Nafalu aj.
Protipožární zabezpečení kosmického střediska řeší Pařížská hasičská brigáda. Bezpečnost zajišťují jednotky francouzských četníků (Gendarmerie) spolu s 3. pěchotním cizineckým plukem francouzské Cizinecké legie a dalšími vojenskými jednotkami.

## Popis kosmodromu

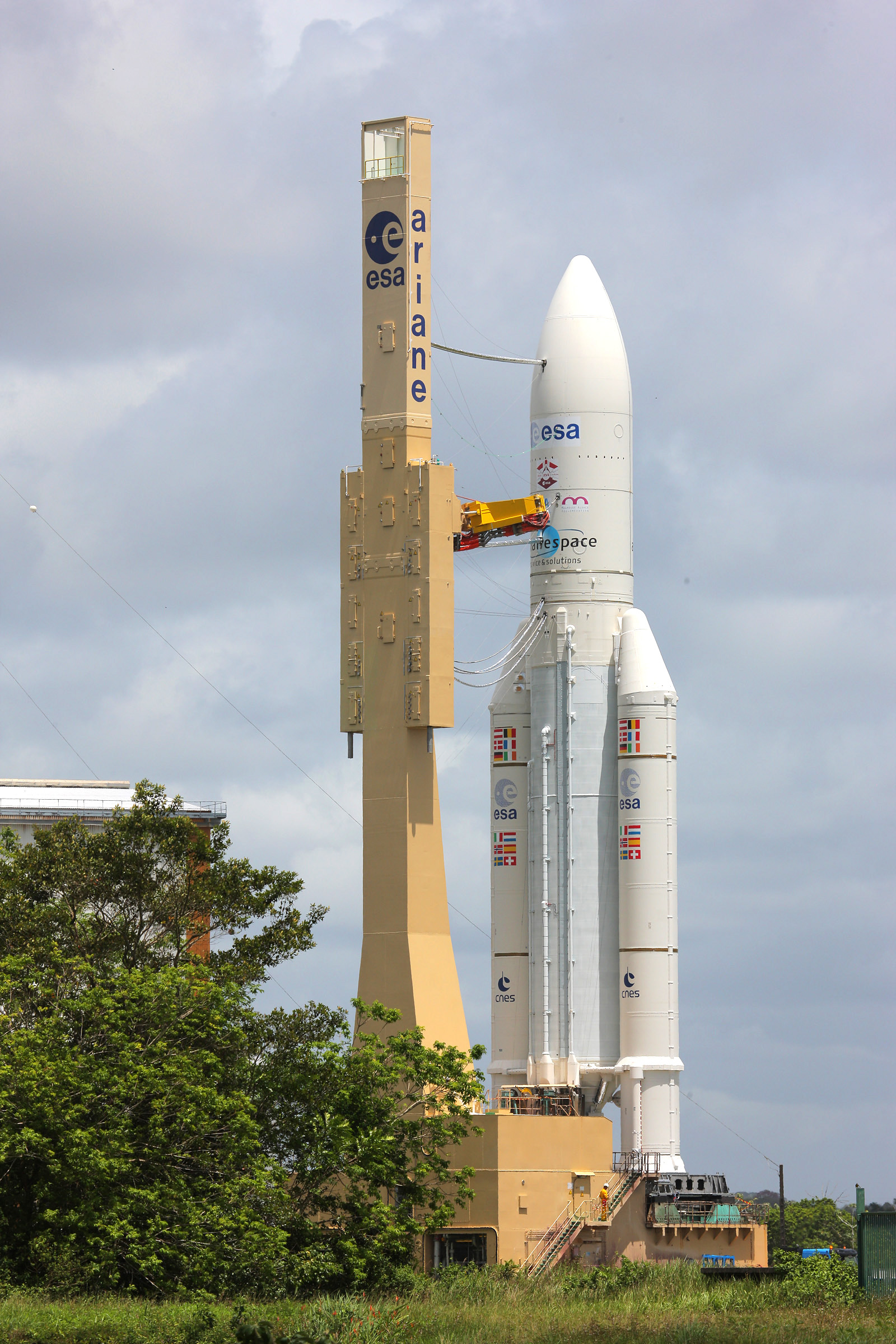
Ariane 5 při přepravě na odpalovací rampu

| Rampa       | Nosiče                                        | První start       | Poslední start   | Stav        |
| ----------- | --------------------------------------------- | ----------------- | ---------------- | ----------- |
| ELA-1 / ELV | Europa II, Ariane 1, Ariane 2, Ariane 3, Vega | 5. listopadu 1971 | 2. srpna 2017    | aktivní     |
| ELA-2       | Ariane 2, Ariane 3, Ariane 4                  | 28. března 1986   | 15. února 2003   | neaktivní   |
| ELA-3       | Ariane 5                                      | 4. června 1996    | 5. července 2023 | aktivní     |
| ELA-4       | Ariane 6                                      |                   |                  | ve výstavbě |
| ELS         | Sojuz 2                                       | 21. října 2011    | 9. března 2018   | neaktivní   |

## Sojuz na Guyanském kosmickém centru

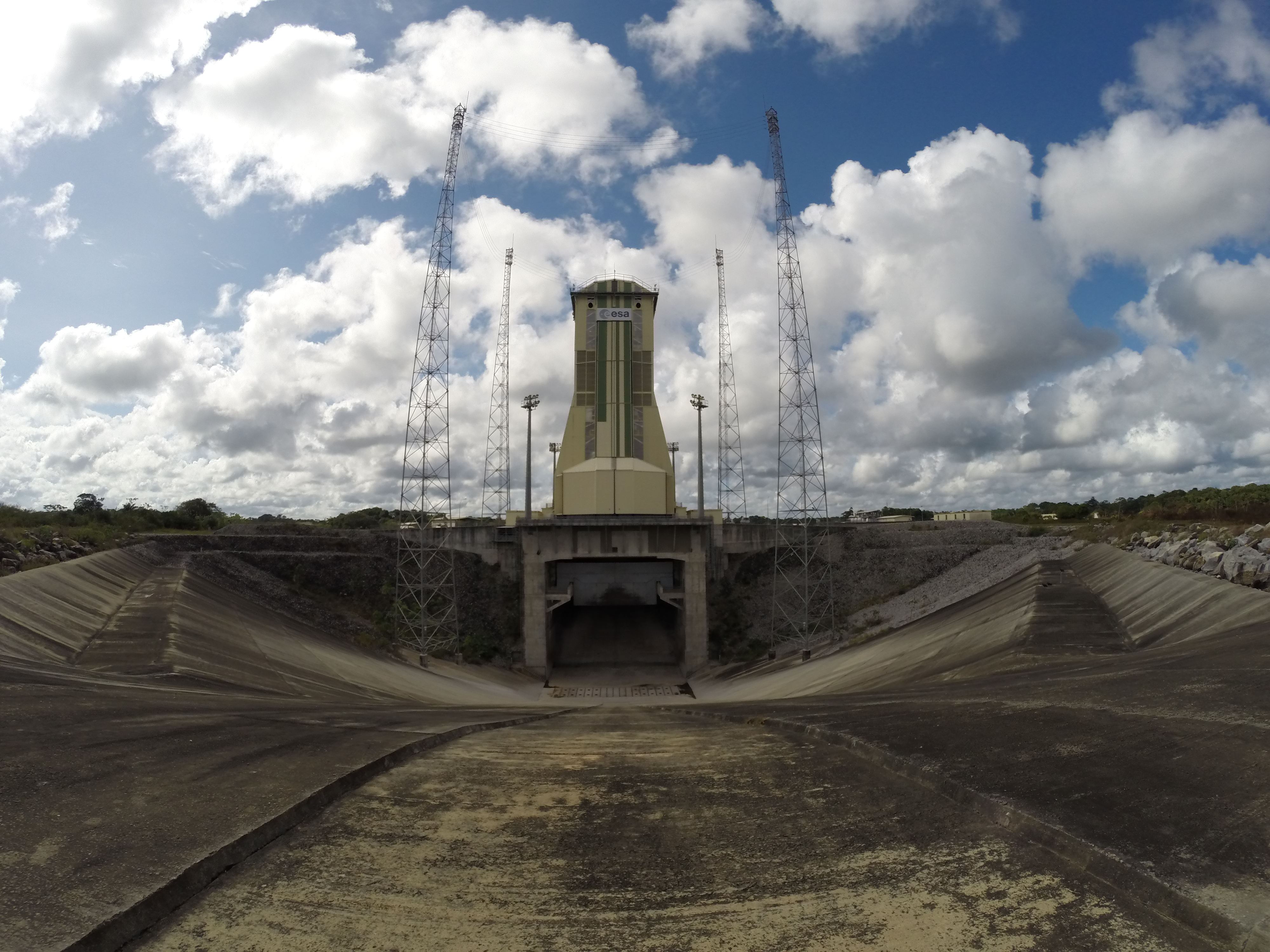
Startovní rampa ELS pro Sojuz 2

ESA v roce 2007 začala budovat na kosmodromu budovy a další zařízení určené pro starty ruských nosných raket Sojuz 2. Podle podmínek rusko-evropské dohody o spolupráci rozšířila ESA svou kosmickou letku o rakety Sojuz (jsou používány pro starty ESA i komerční starty) a Rusko získalo přístup ke kosmodromu v Kourou, aby odtud mohly startovat rakety Sojuz s ruským nákladem. Rusko využívá Guyanské kosmické centrum jako alternativní vedle svého kosmodromu Bajkonur v Kazachstánu, čímž získalo schopnost vynést významně těžší náklady z výhodné pozice blízko u rovníku.
Projekt spolufinancovaly Arianespace, ESA a Evropská unie a jako hlavní dodavatel byla zvolena francouzská agentura CNES. Projektovaná cena měla být přibližně 320 milionů eur, z toho 120 milionů eur je určeno pro modernizaci nosiče Sojuz.
Oficiální zahájení stavby rampy proběhlo 27. února 2007. Ruské firmy dorazily na kosmodrom začátkem března 2007, aby mohly vybudovat nezbytnou infrastrukturu a podpůrné stavby pro starty raket Sojuz. První zkušební start Sojuzu z Kourou byl původně plánován na rok 2008, ale z důvodu technických problémů se stavba prodražila a start byl odložen na rok 2011. První start rakety Sojuz, v modifikaci ST-B, proběhl 21. října 2011, na oběžnou dráhu byly vyneseny dva satelity nově budovaného navigačního systému Galileo.
Z důvodů Ruské invaze na Ukrajinu jsou starty raket Sojuz z tohoto kosmodromu zastaveny. 